# Moments of passing by
Moments of passing by is een artistiek kunstwerk in Amsterdam-Oost, Transvaalbuurt.
Kunstenares Karina Meister maakte voor de onderdoorgang Schalk Burgerstraat  naar Kraaipanstraat (Kraaipanpoortje) in 1999 een collage bestaande uit roestvast stalen klinkers en andere objecten om meer licht in deze onderdoorgang te krijgen. Door alleen reflectie te gebruiken wisselt de kleurstelling met het type weer op dat moment heerst, maar ook tijdens het voorbijgaan wisselt de zichtbaarheid van het kunstwerk.
Karina Meister (Salzburg, 26 december 1945) werkte in Oostenrijk, de Verenigde Staten, maar trok in 1979 naar Amsterdam voor een studie Boek- en letterontwerp. Ze bewoog binnen de kunstkring in de ruimste zin des woords (docent, redactie tijdschriften, cursussen en workshops). Rond de eeuwwisseling ontwierp ze enkele kunstwerken voor in de openbare ruimte. Daarbij kwam ze in 1991 in de Transvaalbuurt te wonen waar op dat moment een saneringsslag gaande was. Ze gaf daarbij kleuradviezen om het grauwe baksteen kleur te geven. Die werkzaamheden combineerde ze met een studie Arabische talen. Ze startte een project onder “Wonen in het oog van de vis” waarmee ze wees op de vorm van de plattegrond van de Transvaalbuurt.  
Om de hoek in de Majubastraat is zij vertegenwoordigd met een van de Majubaramen.   

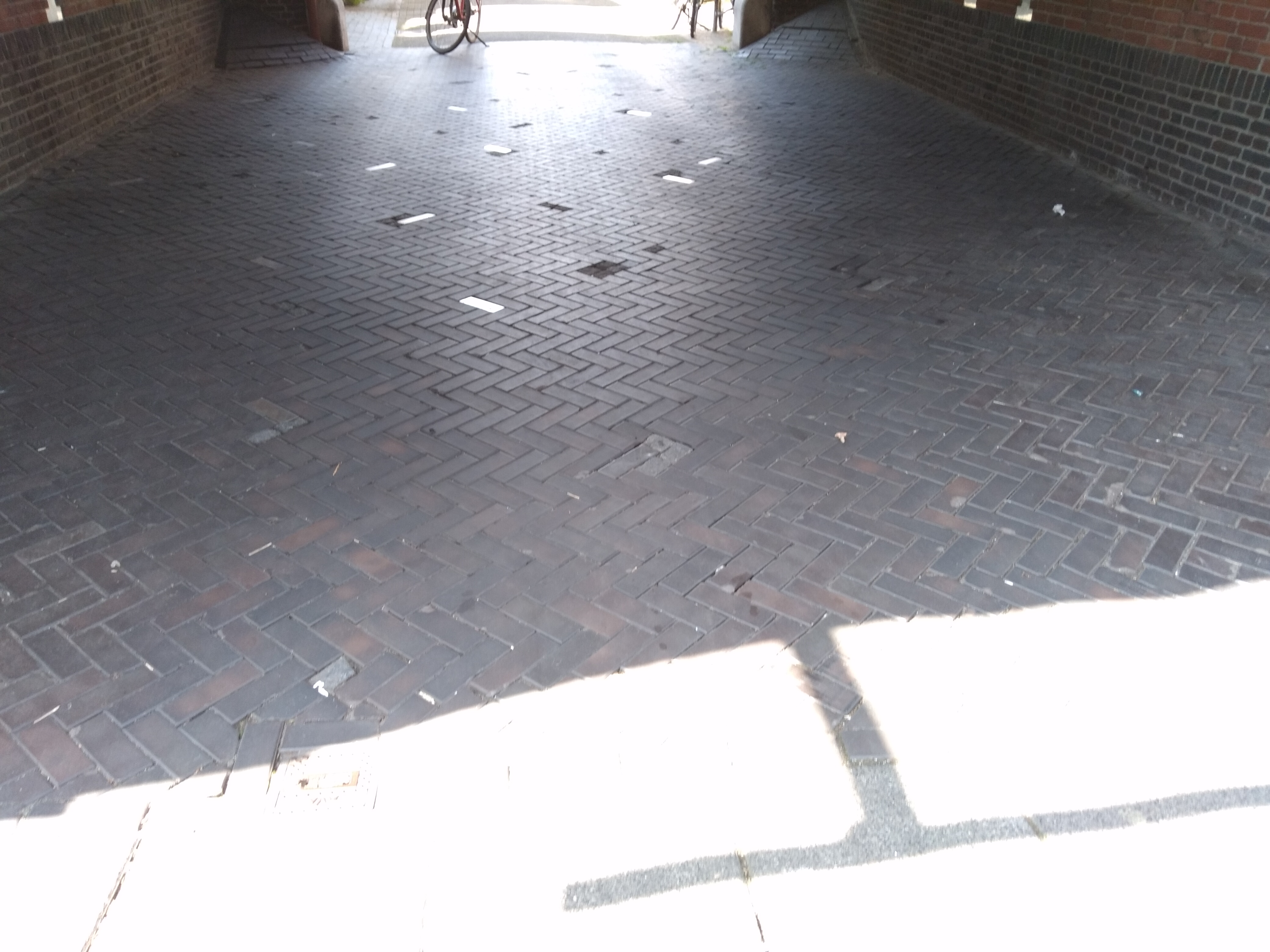
Reflecterende klinkers (mei 2021)